# Lista de primeiros-ministros da Guiana
O primeiro-ministro é o chefe de governo de Guiana. Ele é indicado pelo presidente do país, o qual, por sua vez, é indicado pelo parlamento.
Antes da independência, existiu o cargo de ministro-chefe (em 1953) e depois o de premier, entre 1961 e a independência em 26 de maio de 1966. Estes cargos foram ocupados respectivamente por Cheddi Jagan (ministro-chefe em 1953, e premier entre 5 de setembro de 1961 e 12 de dezembro de 1964) e Forbes Burnham (premier a partir de 1964, e primeiro-ministro após a independência).
Esta é a lista dos primeiros-ministros da Guiana após 1966.
| Nome             | Imagem         | Início do mandato      | Fim do mandato         | Presidente         |
| ---------------- | -------------- | ---------------------- | ---------------------- | ------------------ |
| Forbes Burnham   |                | 26 de maio de 1966     | 6 de outubro de 1980   | Sir Edward Luckhoo |
| Forbes Burnham   | Arthur Chung   | 26 de maio de 1966     | 6 de outubro de 1980   |                    |
| Ptolemy Reid     |                | 6 de outubro de 1980   | 16 de agosto de 1984   | Forbes Burnham     |
| Desmond Hoyte    |                | 16 de agosto de 1984   | 6 de agosto de 1985    | Forbes Burnham     |
| Hamilton Green   |                | 6 de agosto de 1985    | 9 de outubro de 1992   | Desmond Hoyte      |
| Samuel Hinds     |                | 9 de outubro de 1992   | 17 de março de 1997    | Cheddi Jagan       |
| Janet Jagan      |                | 17 de março de 1997    | 22 de dezembro de 1997 | Sam Hinds          |
| Samuel Hinds     |                | 22 de dezembro de 1997 | 9 de agosto de 1999    | Janet Jagan        |
| Bharrat Jagdeo   |                | 9 de agosto de 1999    | 11 de agosto de 1999   | Janet Jagan        |
| Samuel Hinds     |                | 11 de agosto de 1999   | 20 de maio de 2015     | Bharrat Jagdeo     |
| Samuel Hinds     | Donald Ramotar | 11 de agosto de 1999   | 20 de maio de 2015     |                    |
| Moses Nagamootoo |                | 20 de maio de 2015     | 2 de agosto de 2020    | David Granger      |
| Mark Phillips    |                | 2 de agosto de 2020    | presente               | Irfaan Ali         |